# Serianus bolivianus
Serianus bolivianus är en spindeldjursart som först beskrevs av Beier 1939.  Serianus bolivianus ingår i släktet Serianus och familjen Garypinidae. Inga underarter finns listade i Catalogue of Life.